# Why Don’t We
Why Don’t We (allgemein als WDW abgekürzt) war eine amerikanische Boyband (Manband), die aus Zach Herron, Jack Avery, Daniel Seavey, Corbyn Besson und Jonah Marais besteht. Die Band wurde 2016 gegründet, sie hat zwei Studioalben veröffentlicht und sechs EPs zusammen mit verschiedenen Künstlern, gewann den Choice Music Group Award bei den Teen Choice Awards 2019 und wurden zweimal für einen MTV Video Music Award nominiert. Ihr neues Album The Good Times and the Bad Ones wurde am 15. Januar 2021 veröffentlicht.

## Werdegang

### 2016–2017: EP-Veröffentlichungen
Die Band wurde ursprünglich am 27. September 2016 gegründet, nachdem sich alle ein Jahr zuvor in Los Angeles getroffen haben. Am 6. Oktober 2016 veröffentlichte die Gruppe ihre Debütsingle, Taking You, die später auf ihrer Debüt-EP Only the Beginning erschien, welche am 25. November 2016 veröffentlicht wurde. Im Jahr 2017 starteten sie ihre erste Headliner-Tour, die Taking You Tour. Ihre zweite EP, Something Different, wurde am 21. April 2017 veröffentlicht. Nach der Veröffentlichung starteten sie die Something Different Tour, ihre zweite Headliner-Tour. Die dritte EP der Gruppe, Why Don’t We Just, wurde am 2. Juni 2017 veröffentlicht. Im September 2017 unterschrieb die Band einen Vertrag bei Atlantic Records. Im selben Monat wurde Invitation, ihre vierte EP, veröffentlicht. Am 23. November 2017 veröffentlichten sie ihre fünfte EP, A Why Don’t We Christmas. 2018, als Unterstützung für die Invitation EP, starteten sie die Invitation Tour. Zusätzlich ist die Band in mehreren Vlogs und Videos von YouTuber Logan Paul aufgetreten. Paul hat drei Musikvideos für die Band gedreht, eines davon mit der Kollaboration Help Me Help You.

### Seit 2018:8 Lettersund das zweite Studioalbum
Am 31. August 2018 veröffentlichte Why Don’t We ihr erstes Album, 8 Letters. Im März 2019 starteten die Bandmitglieder die 8 Letters Tour, die sie um die ganze Welt führte. Den Rest des Jahres 2019 veröffentlichten sie jeden Monat einen neuen Song. Nach einer Pause von Ende Januar bis Mitte September 2020 kamen die 5 mit ihrer neuen Single Fallin’ (Adrenaline) wieder zurück. Am 15. Januar 2021 veröffentlichte Why Don’t We ihr zweites Album The Good Times and the Bad Ones, welches sie selber geschrieben und produziert haben.

## Musikalische Inspirationen
Die Band hat Justin Bieber als ihre wichtigste musikalische Inspiration genannt, daneben auch Ed Sheeran und Jaden Smith.

## Mitglieder

### Jack Avery
Jack Robert Avery (* 1. Juli 1999) wurde in Burbank, Kalifornien, geboren und wuchs in Susquehanna, Pennsylvania, auf. Avery veröffentlichte 2016 eine Solo-Single namens Liar und war Teil der Meet-and-Greet-Tour Impact, an der auch Zach Herron und Corbyn Besson teilnahmen. Er spielte auch in dem Kurzfilm Fearless Five mit. Am 22. April 2019 brachte Averys damalige Freundin Gabriela Gonzalez ihre Tochter Lavender May Avery zur Welt.

### Corbyn Besson
Corbyn Matthew Besson (* 25. November 1998) wurde in Dallas, Texas, geboren und wuchs in Virginia auf. Bessons Cousinen sind die niederländische Girl-Group O’G3NE. Vor der Gründung von Why Don’t We hatte er einen Account bei YouNow und veröffentlichte dort 2014 eine Solo-Single mit dem Titel The Only One. Besson war von 2016 bis 2020 mit YouTuberin Christina Marie liiert. Besson war zusammen mit Zach Herron und Jack Avery auch Teil der Impact Tour.

### Zach Herron
Zachary Dean Herron (* 27. Mai 2001), das jüngste Mitglied der Gruppe, wuchs in Dallas, Texas, auf. Als Kind sang er im Chor. Vor Why Don’t We hat Herron Coverversionen auf YouTube veröffentlicht, seine Interpretation Stitches von Shawn Mendes ging viral.

### Jonah Marais
Jonah Marais Roth Frantzich (* 16. Juni 1998), das älteste Mitglied der Gruppe, wuchs in Stillwater, Minnesota, auf. Auch er hatte in früheren Jahren einen Account bei YouNow. Er veröffentlichte auch ein Album, When the Daylight’s Gone, im Jahr 2016 und ging auf die DigiTour 2014.

### Daniel Seavey
Daniel James Seavey (* 2. April 1999) wuchs in Vancouver, Washington, auf. Er spielt über 20 Instrumente nach Gehör. Als Kind brachte ihn sein Vater nach Portland, Oregon, um Straßenmusik zu machen. 2015 trat Seavey in der 14. Staffel von American Idol an und belegte den neunten Platz. Er erreichte dies im Alter von 15 Jahren und war damit der jüngste Finalist der Staffel.

## Diskografie

### Alben
| Jahr | Titel Musiklabel                                             | Höchstplatzierung, Gesamtwochen, AuszeichnungChartplatzierungen (Jahr, Titel, Musiklabel, Platzierungen, Wochen, Auszeichnungen, Anmerkungen) | Höchstplatzierung, Gesamtwochen, AuszeichnungChartplatzierungen (Jahr, Titel, Musiklabel, Platzierungen, Wochen, Auszeichnungen, Anmerkungen) | Höchstplatzierung, Gesamtwochen, AuszeichnungChartplatzierungen (Jahr, Titel, Musiklabel, Platzierungen, Wochen, Auszeichnungen, Anmerkungen) | Höchstplatzierung, Gesamtwochen, AuszeichnungChartplatzierungen (Jahr, Titel, Musiklabel, Platzierungen, Wochen, Auszeichnungen, Anmerkungen) | Höchstplatzierung, Gesamtwochen, AuszeichnungChartplatzierungen (Jahr, Titel, Musiklabel, Platzierungen, Wochen, Auszeichnungen, Anmerkungen) | Anmerkungen                           |
| Jahr | Titel Musiklabel                                             | DE | AT | CH | UK | US | Anmerkungen                           |
| ---- | ------------------------------------------------------------ | --- | --- | --- | --- | --- | ------------------------------------- |
| 2018 | 8 Letters Atlantic Records • Signature                       | — | AT42 (1 Wo.)AT | CH87 (1 Wo.)CH | UK25 (1 Wo.)UK | US9 (4 Wo.)US | Erstveröffentlichung: 31. August 2018 |
| 2021 | The Good Times and the Bad Ones Atlantic Records • Signature | DE17 (2 Wo.)DE | AT6 (2 Wo.)AT | CH10 (1 Wo.)CH | UK5 (1 Wo.)UK | US3 (2 Wo.)US | Erstveröffentlichung: 15. Januar 2021 |

### EPs
| Jahr | Titel Musiklabel     | Höchstplatzierung, Gesamtwochen, AuszeichnungChartplatzierungen (Jahr, Titel, Musiklabel, Platzierungen, Wochen, Auszeichnungen, Anmerkungen) | Höchstplatzierung, Gesamtwochen, AuszeichnungChartplatzierungen (Jahr, Titel, Musiklabel, Platzierungen, Wochen, Auszeichnungen, Anmerkungen) | Anmerkungen                              |
| Jahr | Titel Musiklabel     | DE | US | Anmerkungen                              |
| ---- | -------------------- | --- | --- | ---------------------------------------- |
| 2017 | Invitation Signature | — | US113 (1 Wo.)US | Erstveröffentlichung: 26. September 2017 |

Weitere EPs
- 2016: Only the Beginning (Signature)
- 2017: Something Different (Signature)
- 2017: Why Don’t We Just (Signature)
- 2017: A Why Don’t We Christmas (Signature)
- 2018: Spotify Singles (Atlantic Records)

### Singles als Leadmusiker
| Jahr | Titel Album                                          | Höchstplatzierung, Gesamtwochen, AuszeichnungChartplatzierungen (Jahr, Titel, Album, Platzierungen, Wochen, Auszeichnungen, Anmerkungen) | Höchstplatzierung, Gesamtwochen, AuszeichnungChartplatzierungen (Jahr, Titel, Album, Platzierungen, Wochen, Auszeichnungen, Anmerkungen) | Höchstplatzierung, Gesamtwochen, AuszeichnungChartplatzierungen (Jahr, Titel, Album, Platzierungen, Wochen, Auszeichnungen, Anmerkungen) | Anmerkungen                                                        |
| Jahr | Titel Album                                          | DE | UK | US | Anmerkungen                                                        |
| ---- | ---------------------------------------------------- | --- | --- | --- | ------------------------------------------------------------------ |
| 2020 | Fallin’ (Adrenaline) The Good Times and the Bad Ones | — | — | US37 Gold · (1 Wo.)US | Erstveröffentlichung: 29. September 2020                           |
| 2022 | Don’t Wake Me Up –                                   | — | UK79 (5 Wo.)UK | — | Erstveröffentlichung: 7. Januar 2022 Jonas Blue feat. Why Don’t We |

Weitere Singles
- 2016: Taking You
- 2016: Nobody Gotta Know
- 2016: Just to See You Smile
- 2016: Free
- 2016: You and Me at Christmas
- 2017: Something Different
- 2017: Kiss You This Christmas (#18 der deutschen Single-Trend-Charts am 9. Dezember 2022[2])
- 2017: Why Don’t We Just
- 2017: These Girls
- 2018: Trust Fund Baby (US: Gold)
- 2018: Hooked (US: Gold)
- 2018: Talk
- 2018: 8 Letters (US: Platin)
- 2019: Big Plans (US: Gold)
- 2019: Cold in LA
- 2019: I Don’t Belong in This Club (mit Macklemore, US: Gold)
- 2019: Unbelievable
- 2019: Come to Brazil
- 2019: I Still Do
- 2019: What Am I (US: Gold)
- 2019: Mad at You
- 2019: With You This Christmas
- 2019: Chills
- 2020: Lotus Inn
- 2020: Slow Down
- 2021: Be Myself
- 2021: Love Song
- 2021: Grey
- 2021: For You
- 2021: I’ll Be Okay
- 2021: Look at Me
- 2021: Stay
- 2021: Love Back
- 2022: Don’t Wake Me Up (mit Jonas Blue)
- 2022: Let Me Down Easy (Lie)
- 2022: Just Friends
- 2022: How Do You Love Somebody

### Singles als Gastmusiker
- 2017: Help Me Help You (Logan Paul feat. Why Don’t We, US: Platin)

### Musikvideos
| Jahr | Titel                           | Weitere Künstler | Regie                          |
| ---- | ------------------------------- | ---------------- | ------------------------------ |
| 2016 | Taking You                      | —                | Steven Taylor                  |
| 2017 | Nobody Gotta Know               | —                | Logan Paul                     |
| 2017 | Something Different             | —                | Logan Paul                     |
| 2017 | Help Me Help You                | Logan Paul       | Logan Paul                     |
| 2017 | The Fall of Jake Paul           | Logan Paul       | Sebastian A. Guerra            |
| 2017 | These Girls                     | —                | Eli Sokhn & Logan Paul         |
| 2018 | Trust Fund Baby                 | —                | Jason Koenig                   |
| 2018 | Hooked                          | —                | Eli Sokhn                      |
| 2018 | Talk                            | —                | Eli Sokhn                      |
| 2018 | 8 Letters                       | —                | Eli Sokhn                      |
| 2019 | Big Plans                       | —                | Henry Lipatov                  |
| 2019 | Cold in LA                      | —                | David Loeffler & Henry Lipatov |
| 2019 | I Don’t Belong in This Club     | Macklemore       | Jason Koenig                   |
| 2019 | Don’t Change                    | —                | David Loeffler & Henry Lipatov |
| 2019 | Unbelievable                    | —                | David Loeffler & Henry Lipatov |
| 2019 | What Am I                       | —                |                                |
| 2020 | Chills                          | —                | Evan Hara                      |
| 2020 | Fallin’ (Adrenaline)            | —                |                                |
| 2020 | Fallin’ (Adrenaline) (Live)     | —                |                                |
| 2020 | Fallin’ (Adrenaline) (Acoustic) | —                |                                |
| 2020 | Lotus Inn                       | —                |                                |
| 2020 | Slow Down                       | —                |                                |
| 2020 | Slow Down (Live)                | —                |                                |
| 2021 | Grey (Live)                     | —                |                                |
| 2021 | Love Back                       | —                | Dillon Dowdell                 |
| 2022 | Don’t Wake Me Up                | Jonas Blue       | Isaac Rentz                    |
| 2022 | Let Me Down Easy                |                  |                                |
| 2022 | Just Friends                    |                  |                                |
| 2022 | How Do You Love Somebody        |                  |                                |

## Promoveröffentlichungen
Promo-Singles
- 2018: Feliz Navidad
- 2019: Don’t Change

### Auszeichnungen für Musikverkäufe
| Goldene Schallplatte - Australien - 2022: für die Single Fallin’ (Adrenaline) - 2022: für die Single Hooked - Brasilien - 2024: für die Single Don’t Wake Me Up - Kanada - 2018: für die Single Help Me Help You - 2020: für die Single Hooked - 2020: für die Single Trust Fund Baby - 2020: für die Single Unbelievable - Malaysia - 2019: für das Album 8 Letters - Singapur - 2021: für die Single Big Plans | Platin-Schallplatte - Australien - 2022: für die Single Big Plans - 2022: für die Single What Am I - Kanada - 2020: für die Single 8 Letters - 2020: für die Single Big Plans - 2020: für die Single What Am I - Neuseeland - 2025: für die Single I Don’t Belong in This Club - Singapur - 2020: für das Album 8 Letters |

Anmerkung: Auszeichnungen in Ländern aus den Charttabellen bzw. Chartboxen sind in ebendiesen zu finden.
| Land/RegionAuszeichnungen für Musikverkäufe (Land/Region, Auszeichnungen, Verkäufe, Quellen) | Gold       | Platin     | Verkäufe  | Quellen             |
| -------------------------------------------------------------------------------------------- | ---------- | ---------- | --------- | ------------------- |
| Australien (ARIA)                                                                            | 2× Gold2   | 2× Platin2 | 210.000   | aria.com.au         |
| Brasilien (PMB)                                                                              | Gold1      | —          | 20.000    | pro-musicabr.org.br |
| Kanada (MC)                                                                                  | 4× Gold4   | 3× Platin3 | 360.000   | musiccanada.com     |
| Malaysia (RIM)                                                                               | Gold1      | —          | 5.000     | Einzelnachweise     |
| Neuseeland (RMNZ)                                                                            | —          | Platin1    | 30.000    | radioscope.co.nz    |
| Singapur (RIAS)                                                                              | Gold1      | Platin1    | 15.000    | rias.org.sg         |
| Vereinigte Staaten (RIAA)                                                                    | 6× Gold6   | 2× Platin2 | 5.000.000 | riaa.com            |
| Insgesamt                                                                                    | 15× Gold15 | 9× Platin9 |           |                     |